# David Uzochukwu
David Ejikeme Uzochukwu (* 10. prosince 1998) je rakousko-nigerijský umělecký fotograf se zaměřením na portrétní fotografii, který žije a pracuje v Bruselu a Berlíně. Hlásí se ke komunitě queer.

## Životopis
David Ejikeme Uzochukwu se narodil v rakouském Innsbrucku rakouské matce a nigerijskému otci. Vyrůstal v Innsbrucku, než se přestěhoval do Lucemburku a Bruselu. Od té doby žije ve Vídni a Berlíně, kde studuje bakalářský titul ve filozofii na Humboldtově univerzitě.

## Dílo
Uzochukwu začal s autoportrétem a následně přešel k fotografování portrétů v přírodě. Jeho fotografie kombinuje postprodukci a intimní portrét, často vytváří obrazy s aurou nad tělem ve fyzických projevech kouře, mraků, vody a ohně. Jeho surrealistické obrazy představují například modré nebe, které se stává stěnami, krystaly, které se vznášejí ve vzduchu, sopečný písek, který se stává uklidňujícím rubášem, nebo krev, která se mění v masku.
Jeho práce často zprostředkovává jeho postřehy o rase a podivínství. V Unseen Amsterdam měl například premiéru série fotografií, na kterých byl použit obraz humanoidních vodních tvorů vybavených ploutvemi, ocasem nebo ostrými zuby. V roce 2019 byl Uzochukwu citován, že tato díla vyjadřují 'co to znamená být přezdíván 'černý', mít vnucenou tísnivou představu o rase a přesto prosperovat.'
Jeho nejnovější projekt je oslavou nigerijských kreativců. Každý portrét se zaměřuje na „rušivou energii“, kterou tito umělci používali k posouvání hranic a k uskutečnění věcí.
Jeho práce je inspirována umělci, jako je americký fotograf Gregory Crewdson a keňsko-americký umělec Wangechi Mutu, jejichž díla vytvářejí osobní vesmíry, které spojují pohlaví, rasu, dějiny umění a osobní identitu.
V roce 2016 byla jeho série A Familiar Ruin uvedena v Palais des beaux-arts de Bruxelles (BOZAR) jako součást skupinové výstavy Dey Your Lane!, jejímž kurátorem byl Nigerijec Azu Nwagbogu.

## Výstavy (výběr)
- FOM Foto Maastricht, 6211-kunskwartier, Maastricht, srpen 2014
- Flickr Friday: A Living Room, iGNANT, Berlín, leden 2014; spoluorganizováno s Fantastic Frank[11]
- Flickr, 20 Under 20, kurátor Vogue fotorežisér Ivan Shaw, Milk Studios, New York, NY, říjen 2014[12]
- The EyeEm World Tour 2015, cestovalo do Alte Teppichfabrik, 12.–13. září 2014; NUMA, Paříž, 13.–15. listopadu 2014; EyeEm Studio San Francisco, San Francisco, CA, 14. listopadu 2014; Roppongi Hills, Tokio, 29.–30. listopadu 2014; Art basel miami, The Lab Miami, Miami, FL, 1.–7. prosince 2014; Tokyo Institute of Photography, Tokio, 3.–21. prosince 2014; Haus der Universität, Düsseldorf, 30. ledna 2015, v rámci Düsseldorfského fotovíkendu; Soho House Toronto, Toronto, 25. února 2015; Openhouse Gallery, New York, NY, 26. března 2015[13]
- Unlocked, kurátor Vassilis Zidianakis, ATOPOS Contemporary Visual Culture, Atény, 24. února – 22. dubna 2016[14]
- Africa Salon – pohyby: African Digital Subjectivities, Yale School of Art, New Haven, CT, 29.–31. března 2016
- Whispering Stills, Never Apart, Montreal, 16. dubna – 9. července 2016
- Dey Your Lane ! , kurátor Azu Nwagbogu, BOZAR Center for Contemporary Art, Brusel, 17. června – 16. září 2016[15]
- Lagos Photo Festival, Inherentní riziko; Rituals and Performance, kurátor Azu Nwagbogu, Eko Hotel & Suites, Victoria Island, Lagos, 22. října – 21. listopadu 2016[16]
- 27. festival afrických, asijských a latinskoamerických filmových filmů, Where Future Beats, kurátorky Azu Nwagbogu a Maria Pia Bernardoni, Casello Ovest di Porta Venezia, Milán, 19.–26. března 2017; spolupořádá Lagos Photo Festival, Lagos[17]
- Portréty, Photo Brussels Festival 02, Hangár, Photo Art Center, Brusel, 17. listopadu 2017 – 19. ledna 2018
- Songe du Présent, MuPHo Musée de la photographie de Saint Louis, St Louis, Sénégal, 3.–25. května 2018; pořádané u příležitosti Dak'art Biennale 2018[18][19]
- Innate: Future Blooms (Djeneba Aduayom), La Villa Rouge, Dakar, 3.–25. května 2018; jako součást výstavy Most kurátorem MuPHo Musée de La Photographie de St Louis, u příležitosti Dak'art Biennale 2018
- Transparent, Kalonoma Festival, Mnichov, 5. května 2018
- When Ethics meets Aesthetics, iniciativa Vogue Italia, Leica Gallery Milano, Milán, 4.–20. června 2018
- Liquid Thunder, pohlcující zvukový zážitek s Davidem Uzochukwu, MONOM, Berlín, 13. října 2019; (samostatná výstava se zvukovou instalací Williama Russella)
- PhotoVogue Festival 2018, Embracing Diversity, kurátorky Alessia Glaviano a Francesca Marani, BASE Milano, 14.–17. listopadu 2019[20][21][22][23]
- Unseen Amsterdam, 20.–22. září 2019; zastoupená galerií číslo 8, Brusel
- PhotoVogue Festival 2019, A Glitch in the System, kurátorky Alessia Glaviano a Francesca Marani, BASE Milano, 14.–17. listopadu 2018 [20] [21] [22] [23]

## Kariéra
Uzochukwu začal fotografovat v raném věku. Již v deseti letech byl schopen používat matčin fotoaparát typu point-and-shoot ve třinácti letech začal více sdílet své fotografie V šestnácti letech se Uzochukwu stal profesionálem a podepsal smlouvu s Iconoclast Image and Gallery 8. V sedmnácti letech si FKA Twigs vybrala Uzochukwua, aby nasnímal významnou kampaň pro Nike v Mexiku.
Uzochukwu vytvářel kampaně pro klienty jako Adobe Photoshop, Opéra national de Paris, Dior, Nike, Iris van Herpen, a World Wildlife Fund a pracoval s umělci jako FKA twigs, Ibeyi, Benjamin Clementine, Labrinth, Little Dragon nebo Pharrell Williams.

## Uznání
V roce 2014 jej společnost EyeEm jmenovala fotografem roku a také jedním z inauguračních 20under20 na Flickru. V roce 2015 byl jedním z mála vybraných pro Adobe Photoshop 's 25 Under 25 a obdržel cenu Canon x Exhibitr Student Photography Award. V roce 2019 byl vybrán do CPH:LAB 2019/2020, programu rozvoje talentů Mezinárodního dokumentárního festivalu CPH:DOX v Kodani.